# 鄭耀宗
鄭耀宗，CBE，JP（1939年2月9日—），香港微电子学工程師。1989-1996年香港城市理工學院（1994年改名香港城市大學）校長、1996-2000年香港大學校長，因“港大民調風波”辭任。1996-1997年香港特區籌備委員會委員，第9、第10屆全國政協委員（1998-2003, 2003-2008），1999年当选中国科学院院士。

## 背景
祖籍廣東香山縣，生於香港。1940年代末曾於嘉諾撒聖瑪利學校就讀初小，後轉讀麗澤中學附設小學，在1953年至1960年間就讀拔萃男書院，1963年在香港大學以二級榮譽資格畢業（在校時獲得政府獎學金），獲理學士學位，期間入住馬禮遜堂。之後先於1963年至1964年間在加州州立大學長堤分校完成物理學碩士學位，繼而於1964年至1967年赴加拿大不列顛哥倫比亞大學留學，获物理學博士学位。另外，他是微電子學專家，專長於MOS系統，曾发明掺氯化氢硅氧化技术，以提高MOS電子元件的可靠性及品質。其後出任香港大學電子工程系主任，後升任工程學院院長，1986年起擔任宣道會鄭榮之中學校監。

### 出任香港城市理工學院院長
1989年，香港城市理工學院院長莊賢智退任，鄭獲邀出任院長。電子工程師出身的鄭，上任後大力發展電子工程系，並從電腦科學系調走不少資源。現時的電子工程系，已分拆成為三個學系。此外，他批准學校開設法律學系，使城市理工成為香港第二家提供法律學士課程的大專院校。城市理工在他任內1994年升格成為香港城市大學，鄭升格為大學校長。
香港主權移交前，中华人民共和国国务院聘請港事顧問，就香港各方面的事務徵詢意見。當時香港理工學院院長、前港大理學院院長潘宗光在受聘之列，鄭因此而召開記者會，指有關方面在招聘港事顧問之時，應該對所有院校一視同仁。事後，他與其他本來未獲聘的大專院校校長都在受聘之列。
後來，香港大學校長王赓武退任，大學公開招聘校長。他在未有知會校方的情況下應徵，並成功獲聘。這件事使城大校方非常狼狽，需要在短時間內聘請其他人接任。

### 港大民調風波
事緣香港主權移交後，香港大學民意研究計劃的民意調查指首任特首董建華的民望不斷創新低點。特首辦高級特別助理路祥安曾會見鄭耀宗和副校長，要求港大停止發布對特首施政不利的消息。就此，鄭耀宗向民意研究計劃主任鍾庭耀施壓，威脅會「陰乾」（逐漸收緊）他們的經費。鍾庭耀其後公開事件，引起干預學術自由的爭議。最終鄭耀宗及副校長黃紹倫在公眾壓力下辭去校長及副校長職務，成為第一位在輿論壓力下辭職的港大校長。

### 港大改革
鄭耀宗打破過去終身聘任制的做法，所有新入職教員均改為合約制，需要定期根據學術表現續約。批評者認為此舉妨礙學術自由，使教職員不敢與校方立場相左，也使學術研究重量不重質，但支持者則認為，定期學術評審可鼓勵教職員多做研究、多發表學術文章，提升港大學術水平及地位。
課程方面，他將考試由每年一次改為兩次，又引入學分制及一年級的中文、英文及資訊科技必修科。當時香港大學學生會擔心考試增多會使學生活動萎縮，不利全人教育，而安排考試時間也引起爭議。當時校方曾建議取消開學迎新周，但遭學生會強烈反對，結果第一學期考試安排橫跨聖誕及新年舉行，但此舉為外國留學生所詬病，因他們未能在假期間回國。至於引入學分制，雖然有人擔心會加重學生負擔，但由於學分制取代學年制後，學生較難留級，選科也更有彈性，因此反對聲音不大。
鄭耀宗的改革觸及教職員及學生的既得利益，而且推行作風硬朗，使教職員及學生普遍對他不滿，以至後來發生民調風波時，他缺乏來自教職員及學生團體的支持，因而被迫下台。
時任香港大學經濟金融學系教授張五常便指出，他認為鄭氏在任期間，港大學術和行政間的關係混淆不清，斥其改革沒有尊重大學傳統。他對鄭氏對學生不屑一顧的態度十分反感，指出鄭耀宗「對學生半點關心也沒有，學生大風大雨露宿一夜，校長竟然隔閘而談，態度輕浮，只給學生三分鐘。身為校長不愛學生，只問學生懂不懂法律，怎樣也說不過去。」